# Palazzo della Ragione (Bergamo)
degli ornamenti, e per la sodezza della struttura, non la cedeva a
qualunque edifizio della Lombardia»
(Marc'Antonio Michiel 1516)
Il palazzo della Ragione è un edificio storico della città di Bergamo risalente al XII secolo che divide piazza Vecchia da piazza del Duomo.

## Collocazione
L'edificio è posto nella città alta, ovvero nella parte racchiusa tra le mura veneziane, sul lato meridionale di piazza Vecchia, di fronte al palazzo Nuovo, sede della Biblioteca Civica Angelo Mai, accanto al palazzo del Podestà e al Campanone, delimitando il lato sud-occidentale di piazza Vecchia, che per secoli è stata il centro politico della città orobica. Il portico aperto lo collega con la piazza del Duomo; su questa piazza è affiancato dalla cattedrale alessandrina e di fronte alla facciata meridionale della basilica mariana e della cappella Colleoni. La sua collocazione e la sua storia lo pone a essere uno dei palazzi più importanti della città.

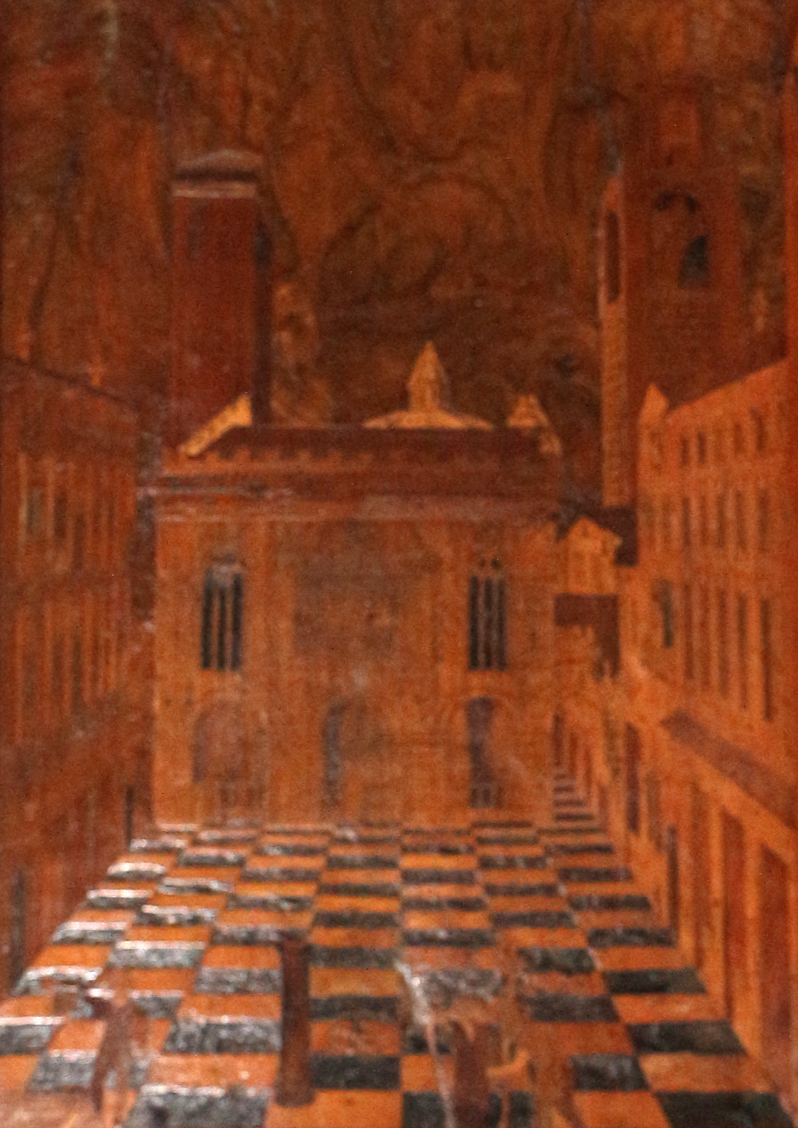
Fra Damiano Zambelli tarsie del coro di chiesa dei Santi Bartolomeo e Stefano 1510-1520 circa piazza Vecchia

## Storia

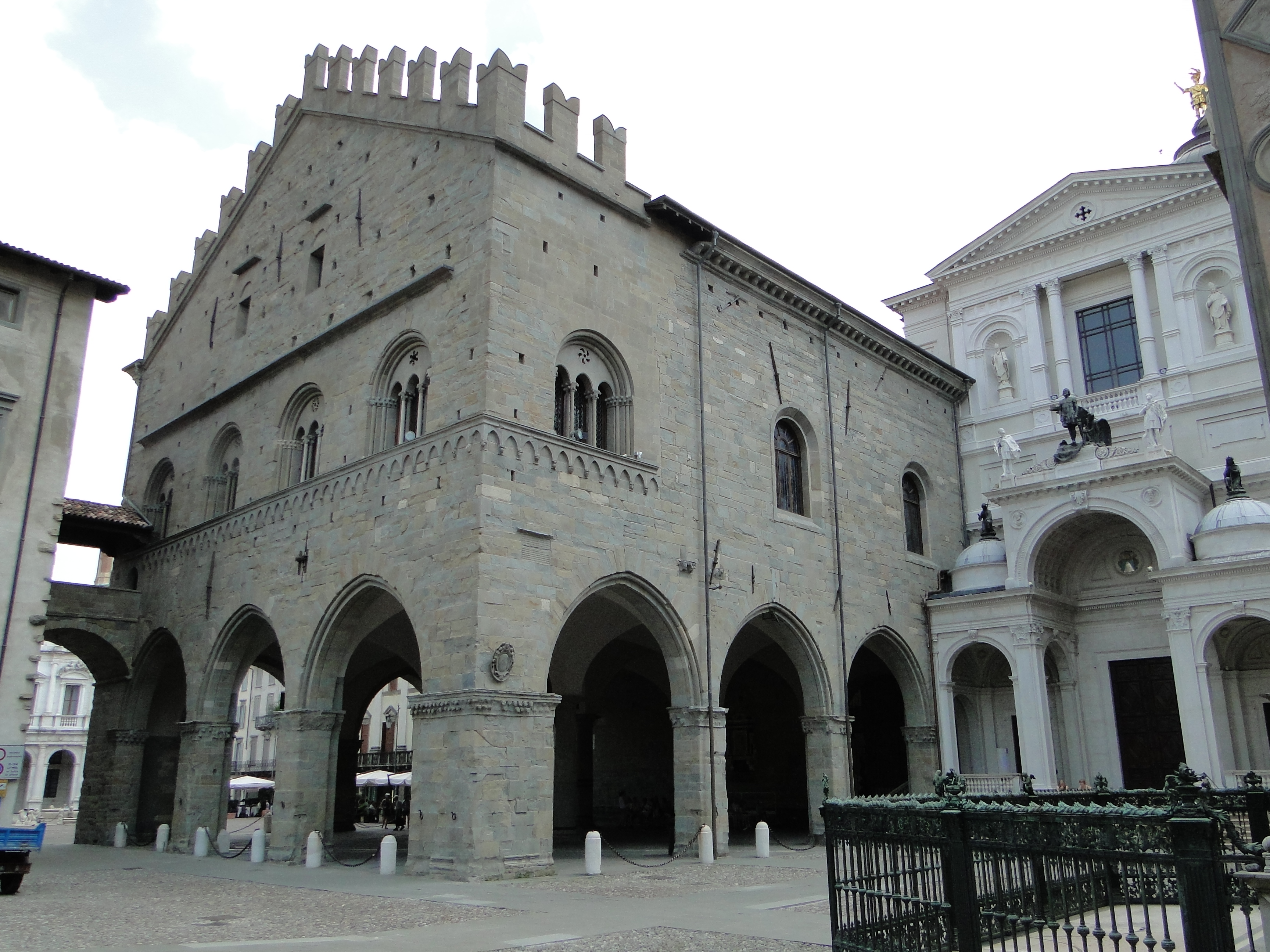
Il Palazzo della Ragione visto da Piazza del Duomo

ll palazzo venne edificato al termine del XII secolo, tra il 1182 (precedente alla data in cui fu siglata la pace di Costanza) e il 1198, epoca in cui cominciarono a svilupparsi le prime realtà comunali all'interno del Sacro Romano Impero. Anche Bergamo non fu da meno, tanto da dotarsi di questo palazzo comunale citato come Palatium Comunis Pergami in documenti del 1199, che di fatto lo rendono il secondo più antico palazzo comunale italiano dopo il Palazzo Senatorio che è sede del comune di Roma dal 1144. Anche conseguenza della scomunica del vescovo Arnolfo prima e del vescovo filo-imperialista Gerardo poi. Proprio del XII secolo risalgono i capitelli romanici posti sul lato a sud del palazzo, la costruzione dovrebbe aver richiesto poco più di vent'anni in concomitanza della costruzione della grande basilica mariana. L'edificio mantenne il ruolo di centro politico cittadino anche al termine dell'epoca comunale quando, con l'arrivo della Repubblica di Venezia nella prima metà del XV secolo, venne utilizzato quasi esclusivamente come luogo dove si amministrava la giustizia, da qui "Palazzo della Ragione", mentre al margine opposto della Piazza Vecchia furono costruiti gli ambienti per le assemblee consiliari cittadine.
Risalgono quindi all'originale costruzione il lato a sud e quello a ovest, e considerato che l'edificio fu oggetto di un incendio nel 1296, si presume solo successivamente a questo evento il lato a nord, forse era presente solo come percorso viario. Ma anche su questo incendio non vi è certezza, in quanto già nel marzo del 1299, e successivamente 1301, 1305, il palazzo ospitò le riunioni del pubblico Consiglio cittadino, cosa che sarebbe stata impossibile se il palazzo aveva subito danni solo tre anni prima. Il piano superiore era diviso in due grandi sale a cui si accedeva dalla scala posta sul lato sud. Nei secoli a seguire il palazzo subì molte modifiche, anche a causa del modificarsi della piazza antistante e dei suoi palazzi, infatti piazza Vecchia iniziava ad assumere la sembianze sempre più definite assumendo sempre maggiormente l'importanza civile, mentre quella posta sul lato sud aveva sempre maggiormente l'importanza religiosa con tutti palazzi dedicati alla chiesa e al clero. Situazione che si accentuò nel Quattrocento, quando divenne il fronte principale non più quello a meridione, ma quello a nord, su piazza Vecchia. Il fronte del palazzo fu raffigurato in una tarsia da fra Damiano da Bergamo per l'antica chiesa di Santo Stefano nel 1510 circa.

### L'incendio e la ricostruzione
Il palazzo subì un grave incendio nel 1513, e forse più di un incendio. Se il primo è documentato per mano degli spagnoli che in quell'anno avevano occupato la città, quello risultante alcuni anni successivi sembra fosse stato causato da alcuni cittadini, risulta infatti che nel 1519 il comune avesse offerto una ricompensa a chi avesse identificato gli incendiari. Il palazzo però era danneggiato già da tempo e nel 1503 era stato invitato un costruttore di Crema che provvedesse a restaurarne alcune sue parti. La sua ricostruzione comprova quanto fosse importante per il funzionamento del governo veneto cittadino, la presenza di un palazzo di giustizia che avesse anche un aspetto predominante sui restanti palazzi
(Archivio della Biblioteca civica Angelo Mai)
La documentazione di questi restauri è sufficiente per meglio comprendere come si sviluppò la realizzazione del nuovo palazzo. Se la facciata principale era rivolta verso platea parva
sancti Vincentíi dove era presente anche una scala d'accesso, con i restauri fu spostata realizzando la facciata dominante verso la platea nova. Ma di grande importanza fu il rifacimento interno con la costruzione di un'unica grande sala. Pare difficile immaginare l'antica scala d'accesso al salone posta sulla parete a sud, ma anticamente la chiesa di San Vincenzo, poi di Sant'Alessandro, aveva dimensioni molto piccole, tanto da permettere la presenza di una scala retta da due volte principali: la volta parva, citata in un atto del 1277 “sub quadam volta scallarum Palacii Comunis Pergami que est in platea parva sancti Vincentii”, e la volta magna danneggiata nel 1296. La scala terminava con un balconcino dove venivano proclamati gli annunci pubblici. Un ulteriore edificio era posto accanto denominato “camera lunga Palazio Comunis Pergami” retto dal un porticato conosciuto come porticato lungo che risulta essere presente fino al 1353. La parete a nord, addossata ad altri fabbricati, era quasi priva di aperture.
Non tutti i lavori risulta siano stati eseguiti dall'Isabello. Per le finestre risulta fosse incaricato Francesco da Ponte, per la parete a nord Stefano Grataroli e Giorgio Marchesi, due artigiani che molti lavori svolsero per l'architetto. I lavori iniziarono verso la parete a nord, con la sostituzione di una finestra e con la collocazione del nuovo leone di San Marco, dato che quello già presente era molto deteriorato. I lavori sulla facciata furono pagati nel marzo del 1539, e il 12 aprile venne posto il Leone di San Marco.
Successivamente fu restaurata la parete a sud verso la chiesa di san Vincenzo, fu quindi tamponata la porta che dava accesso al palazzo, di cui non c'è più traccia.

I lavori su questo lato ebbero una durata maggiore, se l'incarico dato all'Isabello era demolir over disfar la fazzada del Pallazzo verso la ghiesa di s.ta Maria, questo indicherebbe che l'architetto dovette disfare la facciata pietra su pietra, così da non rovinare la pavimentazione della piazza: il solo della Piazza non si guasti. Visibile sulla parete la diversità tra i conci vecchi e quelli posti all'estremità del muro.
L'acquisto delle travi del tetto che costituiscono le capriate risale al 1543, in quel tempo l'attività del tribunale fu svolta sotto il porticato del palazzo. Il 22 dicembre 1543 ebbe inizio il lavoro di rifacimento del porticato con la rimozione e la collocazione delle nuove colonne che erano presenti dal XII secolo probabilmente di forma ottagonale, mentre quelle nuove furono di ordine dorico. Il lavoro durò due anni: risulta infatti pagato il 7 ottobre 1545. Difficile comprendere oggi se i restauri siano stati un ammodernamento del palazzo come desiderio della Repubblica Veneta, o un restauro conseguente agli incendi, anche perché risulta che l'attività di tribunale non fu mai sospesa completamente. Il grande salone che Isabello creò al primo piano del palazzo, servì a realizzare un grande unico locale. La pavimentazione del salone fu l'ultimo intervento dell'Isabello, anche se già prima che questo fosse terminato, è presente una richiesta di intervento sullo stabile con il pagamento di ferro per pro ligando muro palatii. Nel 1550 furono commissionati a Lucano da Imola e Gerolamo Colleoni affreschi per il palazzo e il Lucano fu pagato anche per la realizzazione dell'insegna di San Marco. Con la nuova immagine e il nuovo orientamento, il palazzo raggiunse la posizione di massimo dominio cittadino.
Al termine della dominazione della Serenissima, alla quale subentrò nel 1797 la napoleonica Repubblica Cisalpina, il palazzo perse le prerogative di centro politico cittadino. 
La decadenza istituzionale si accentuò a partire dalla metà del XIX secolo quando né la dominazione austriaca né il neonato Regno d'Italia garantirono alla struttura un ruolo di rilievo. Dal 1825 il palazzo fu anche sede della biblioteca che fu poi spostata nel 1928 nel nuovo palazzo Angelo Mai. Soltanto a partire dalla seconda metà del XX secolo l'edificio venne coinvolto in un progetto turistico, con l'apertura nella Sala delle Capriate del Museo dell'affresco, rendendolo accessibile e visitabile.

## Struttura
In origine la fronte principale del palazzo era rivolta verso la basilica di Santa Maria Maggiore, ma fu rivolta verso Piazza Vecchia, allora Piazza Nuova, negli anni 1462 e 1463 quando la Serenissima fece aprire gli arconi al piano terreno verso la piazza e i finestroni gotici, mentre era già ultimata sin dalla tarda estate del 1457 la scalinata che porta all'ingresso tramite un cavalcavia loggiato e che permette di accedere anche all'attiguo Palazzo dei giuristi. Nel 1464 sulla nuova facciata verso la piazza Nuova fu collocato il primo grande bassorilievo col Leone di San Marco, dorato su fondale azzurro, in un'edicola valutata dal Filarete venuto appositamente da Milano.

### Piano terra-portico

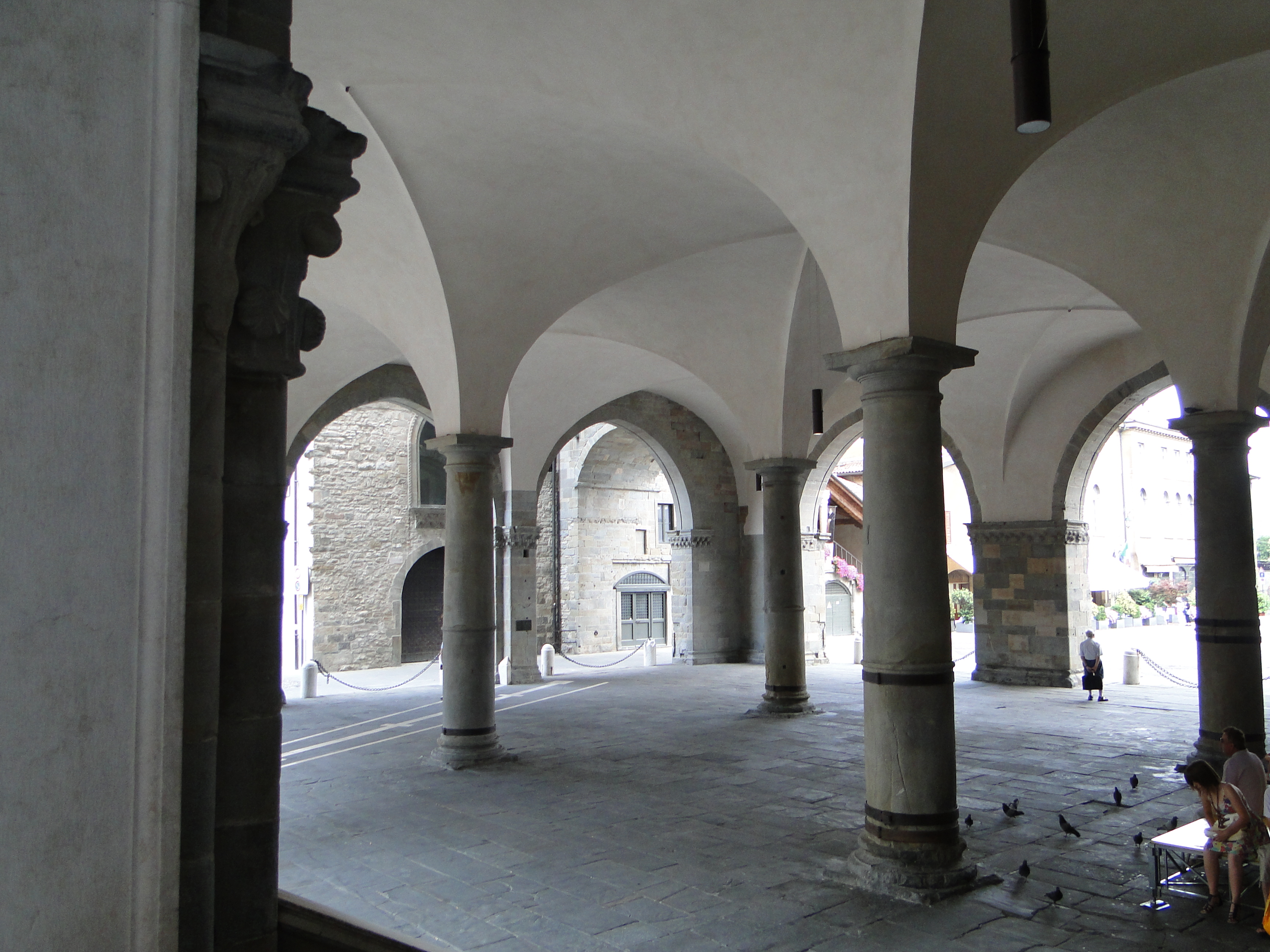
Piano terra

Molto simile ad altri palazzi comunali italiani edificati in epoca medievale, possiede un piano terra aperto su tre lati (in origine due) con porticato. Questo è dotato di una loggia ad arcate acute e a tutto sesto, con pilastri portanti perimetrali e colonne cinquecentesche al centro. I pilastri stessi sono ornati da capitelli con elementi decorativi in stile romanico, tra cui animali ed elementi zoomorfi (leoni, uccelli e scimmie) ed antropomorfi. 

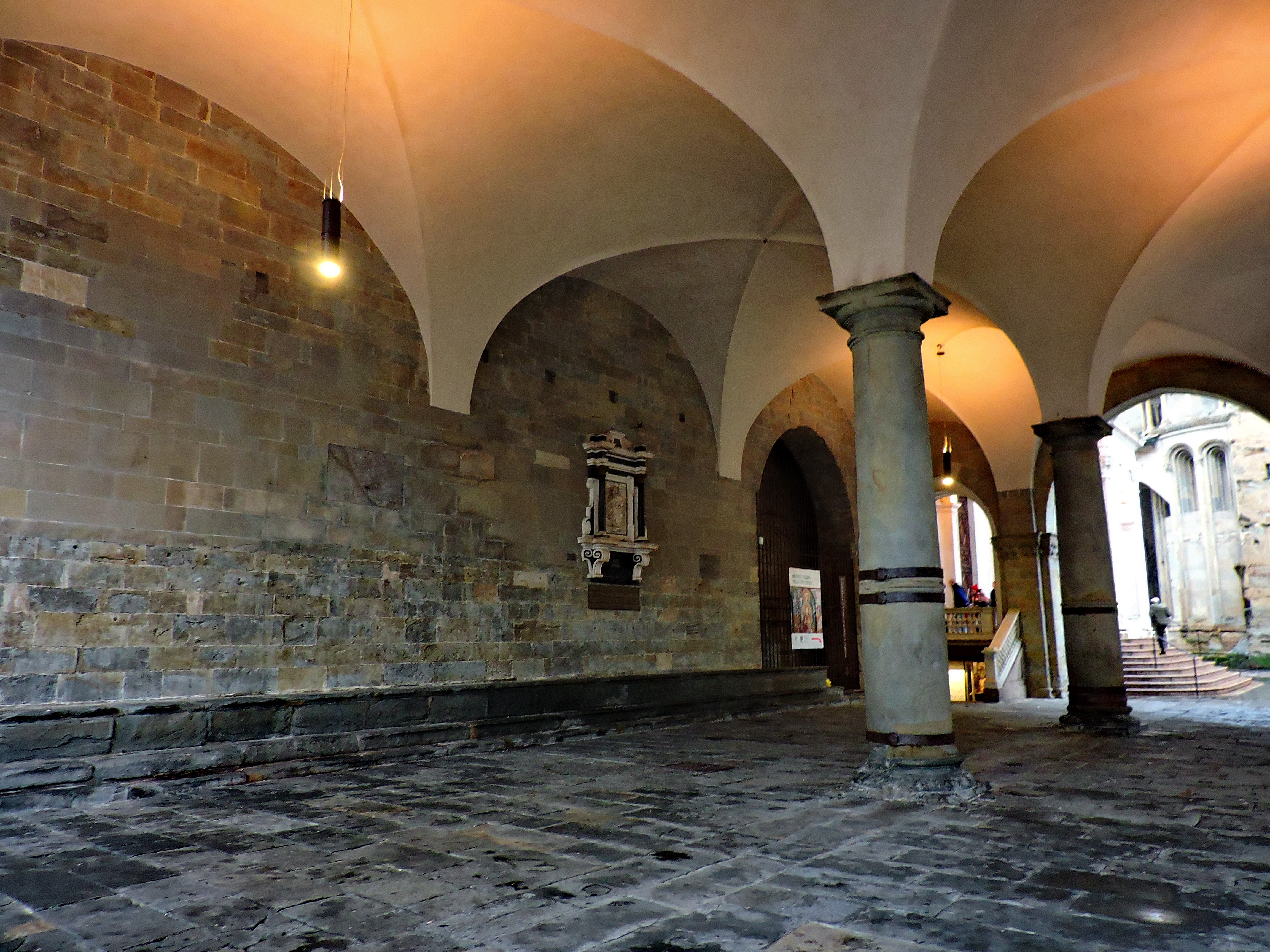
Palazzo della Ragione - porticato con banco dei magistrati

Sulla parete a est vi è il lungo tutta la parete banco di pietra composte da blocchi rettangolari dove vi sono bassorilievi con sagome romboidali e rotonde risalente al 1501, che durante medioevo era il banco dei magistrati per diventare poi il posto dove venivano rese pubbliche le sentenze più importanti per la cittadina.
All'interno del porticato si sviluppa una piccola piazzetta che divide piazza Vecchia, simbolo del potere politico, dalla piazza del Duomo, simbolo del potere religioso in cui si trovano il duomo, la cappella Colleoni e la basilica di Santa Maria Maggiore. Sulla parete vi sono bassorilievi, tra i quali merita menzione la Madonna col Bambino in braccio inquadrato in un'architettura di due colonne con trabeazione e cornici sottostanti, opera di Bartolomeo Manni. La pavimentazione presenta anche un orologio solare, opera dell'abate Giovanni Albrici, risalente al termine del XVIII secolo. Restaurato prima nel 1857 dall'ingegnere Francesco Valsecchi e poi nel 1982, indica le coordinate del punto in cui si trova (longitudine 27°29' e latitudine 45°43') e l'altezza sul livello del mare (360,85 m).

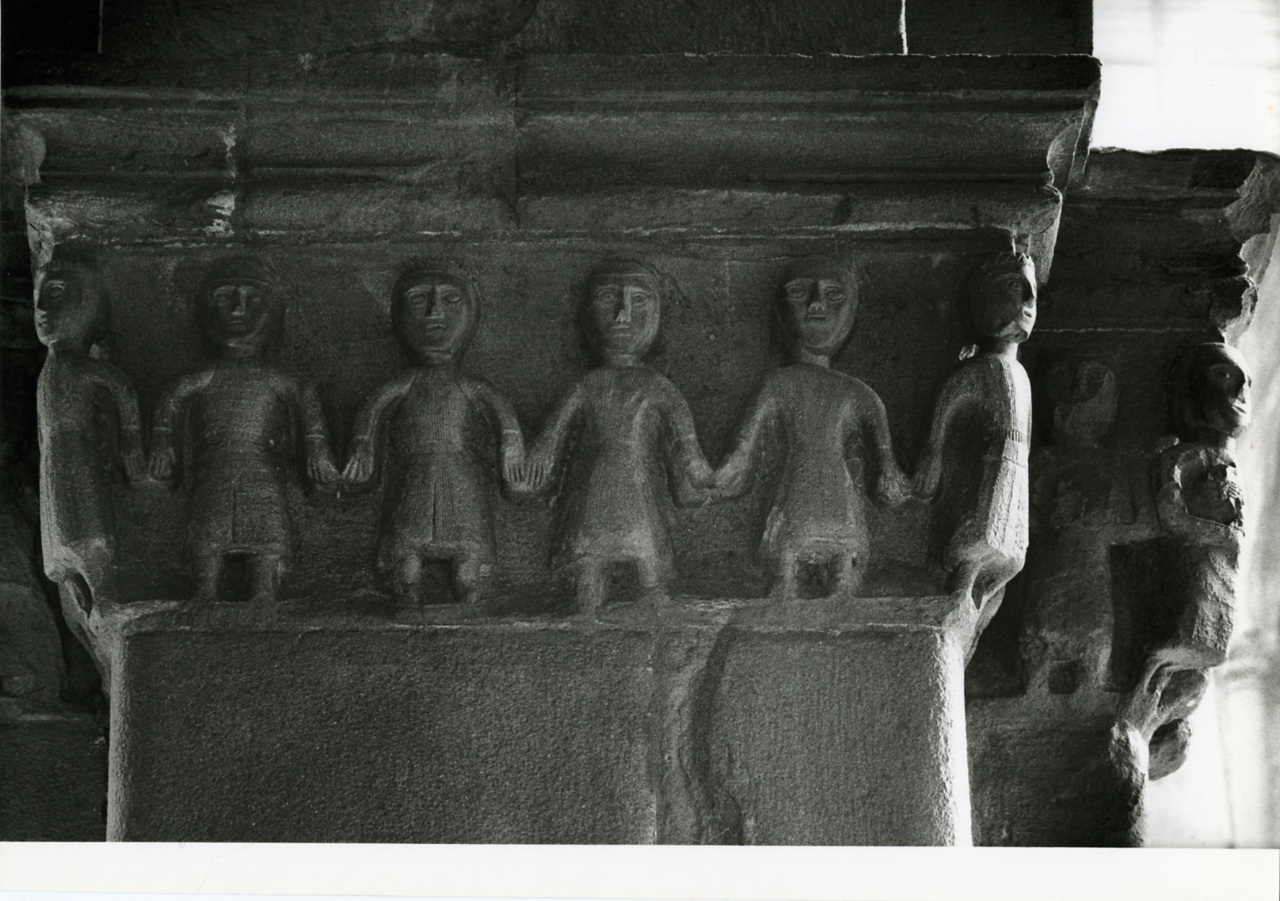
Paolo Monti - Capitelli palazzo della Ragione

#### I capitelli
Importanti sono le raffigurazioni presenti sui capitelli rispetto alla storia cittadina, in particolare i tre capitelli rivolti verso piazza del Duomo che erano un messaggio implicito al potere, dato la vicinanza anche dei palazzi vescovili.
Il primo verso sinistra, detto “pilastro della concordia”, raffigura una serie di personaggi tra i quali tre uomini rappresentati nelle medesime dimensioni, detto della “Concordia Civitas” e raffiguranti il podestà e due consoli. Il podestà tiene le chiavi cittadine e sul petto il simbolo del sole con la raggiera che divenne poi parte del simbolo di Bergamo.
Il secondo pilastro dovrebbe raffigurare nella pietra angolare, quello che era la nascita del potere legislativo. Presenta il “Maestro dei civitatis,” con gli occhi ben spalancati che regge il libro delle sentenze di condanna dette “del maleficio”. Il terzo capitello raffigura un angelo nella pietra angolare che regge il rotolo dove è scritta la legge che da orale diventa scritta. Sono anche raffigurati due falchi e un'aquila che indicano l'attenzione del cacciatore e della preda che deve avere, la medesima attenzione deve essere del legislatore. I tre pilastri riportano quindi il potere legislatore esecutivo e giudiziario importanti del luogo, raffigurati con la nuova aristocrazia.
I pilastri della parte ad est raffigurano il primo l'immagine di un giardino con i frutti dell'orto. Vi sono due fiori accanto a due persone, una vestita rappresentando la parte ricca e una nuda la parte povera. Entrambi genuflessi nell'atto di forzare tutto il corpo per reggere la trabeazione. Tra di loro due oche con i colli attorcigliati rappresentando l'iconografia dell'attenzione, a riprendere le Oche del Campidoglio, e la fedeltà che si riteneva del maschio sulla femmina. Il medesimo soggetto presente sull'altro lato del capitello anche se si presenta molto deteriorato, due uomini posti su di un ginocchio nell'atto di reggere con la forza delle braccia il palazzo. Presta spinta e controspinta di masse umane che diventano architettoniche ma che diventano la parte cittadina democratica che deve trovare una soluzione ai dibattiti, ponendo tutti sul medesimo piano. 

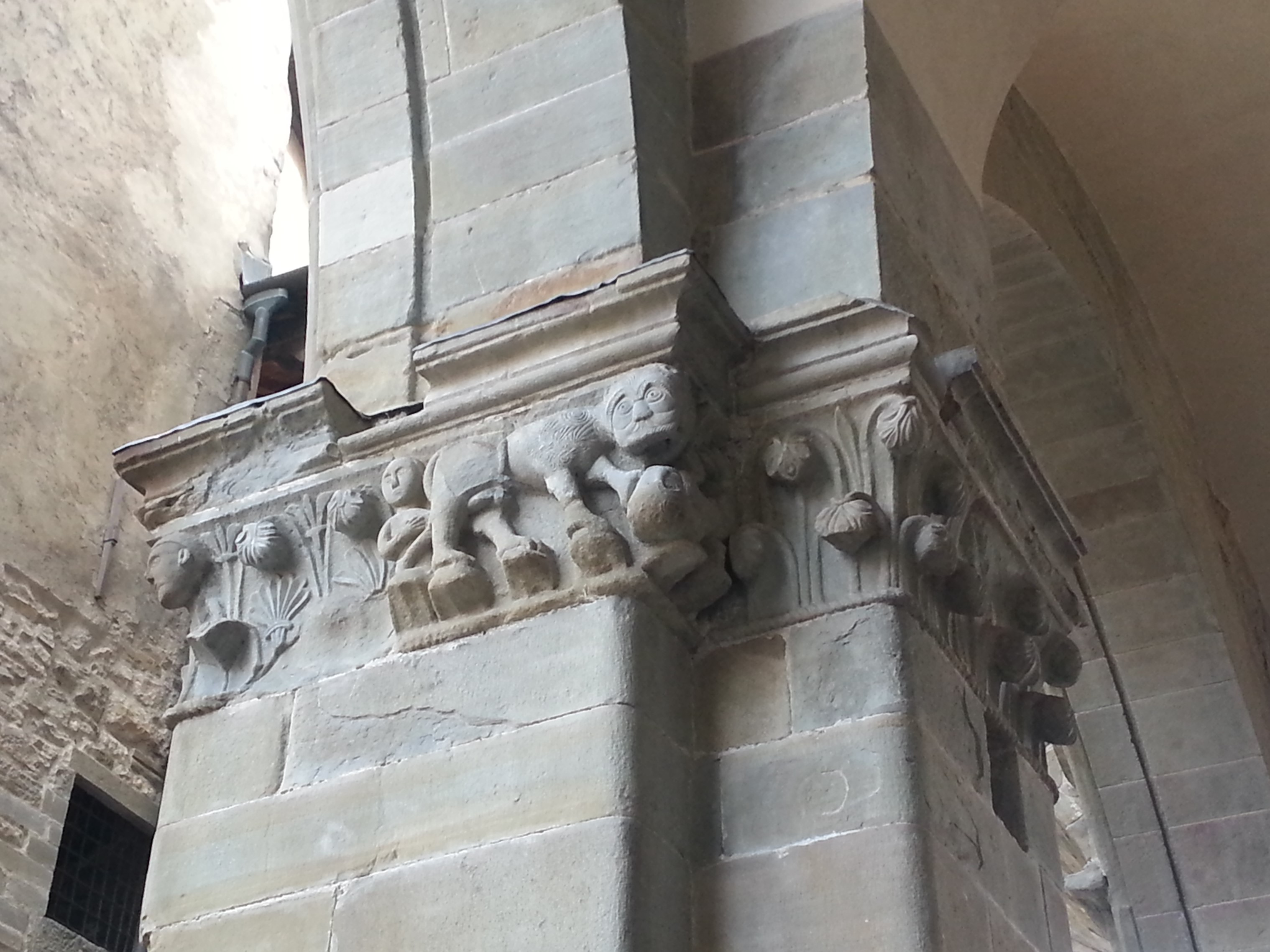
Particolare del capitello posto verso il palazzo del Podestà, raffigurante un leone con il cucciolo

La creazione dei pilastri ha sicuramente origine dal libro di Mosè del Brolo Liber bergomunus del 1120, quindi precedente, ma che ben presenta quello che doveva essere un progetto societario a cui poi si ispirarono i nuovi cittadini.
Il capitello successivo raffigura un uomo posto in un giardino ben curato che tiene una mano sul cuore e una alla vita, forse a fermare la spada che teneva sul fianco, e accanto a lui un leone con il leoncino. Nel periodo il leone era considerato un animale molto attento, sapeva, infatti, cancellare le sue tracce, inoltre si diceva che il leoncino nascesse morto ma che il suo alitare il fiato per tre giorni lo faceva rinascere, chiaro assonanza con il Padre e il Figlio della religione cristiana. Un animale che sapeva usare forza ma anche clemenza.
Molti altri capitelli delle colonne portanti il palazzo, raffigurano verdure, a indicare il “brolo”, quel terreno ben curato e coltiva intorno alle case.

### Primo piano

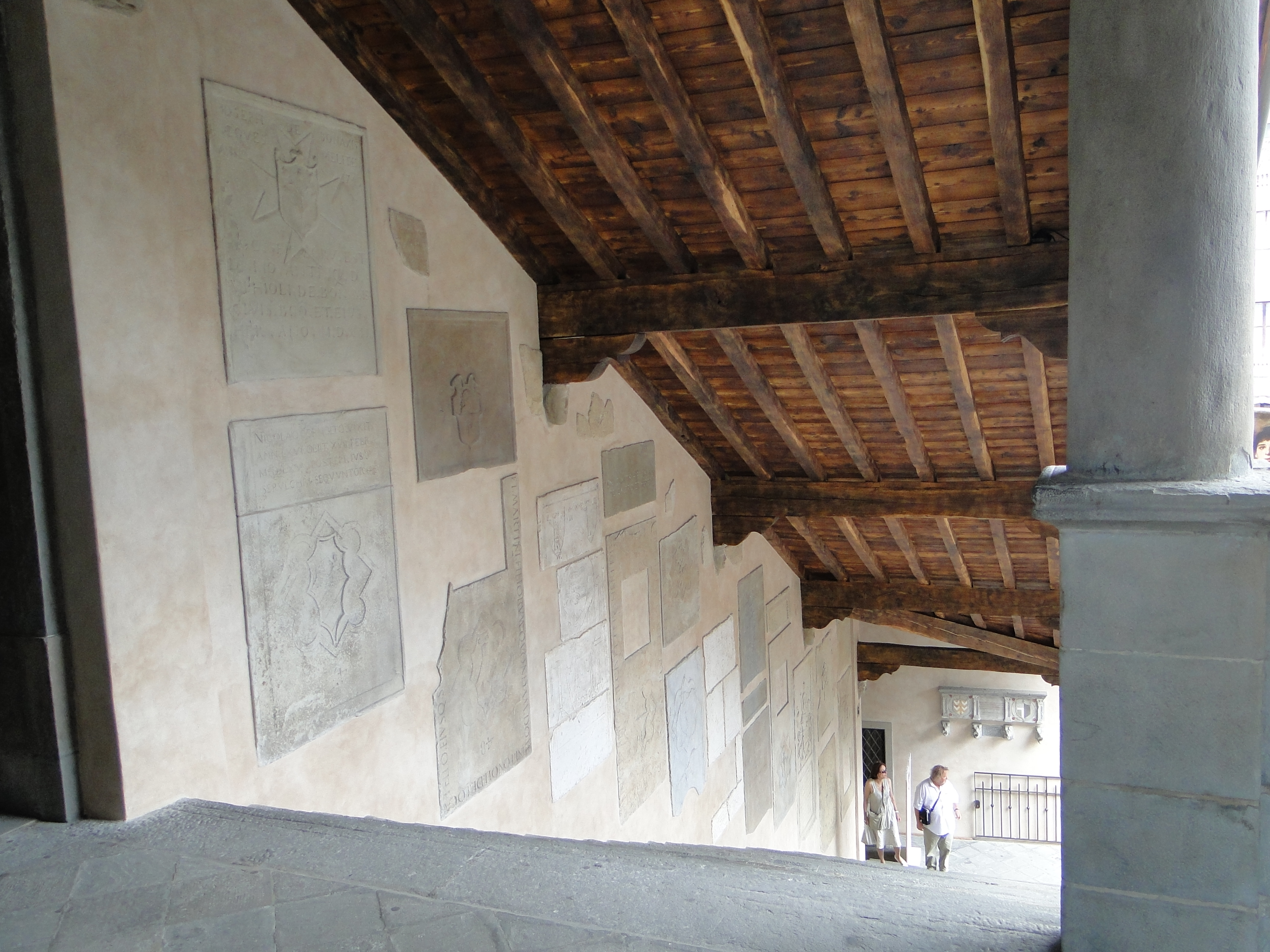
Scalone delle lapidi al primo piano

Al primo piano si accede tramite una scalinata loggiata (1457), che porta anche agli ambienti superiori del palazzo dei Giuristi, sulla quale sono collocate sculture ed epigrafi di origine medievale e rinascimentale, diverse delle quali provenienti dalla ex chiesa di sant'Agostino, tra cui spiccano alcune opera di Giovanni da Campione. Al termine della scalinata si trova un piccolo cavalcavia che introduce al salone dove si amministrava la giustizia, denominato sala delle Capriate. In questa si trovano sia ampie finestre a trifora architravata che garantiscono una buona luminosità, sia un accesso al balcone, situato al centro della parete che dà su piazza Vecchia. Queste soluzioni architettoniche vennero introdotte, o conservate, alla metà del XVI secolo quando, in seguito ad un incendio, l'intero edificio fu sottoposto ad un intervento di recupero, realizzato fra il 1538 ed il 1554, sotto la guida del progettista Pietro Isabello. Vi si trovano inoltre dipinti ed affreschi, tra cui quelli del Bramante custoditi in precedenza nell'attiguo Palazzo del Podestà. Originariamente la facciata esterna era ornata dagli stemmi (ora andati perduti) dei podestà e dei rettori di Bergamo, nonché dal leone di San Marco, distrutto con l'avvento dei francesi e ripristinato solo nel 1933, donato dalla municipalità di Venezia.
Il palazzo e la sala delle Capriate è visitabile con orari che seguono le necessità delle mostre esposte.